# Dasineura strobilina
Dasineura strobilina är en tvåvingeart som först beskrevs av Bremi 1847.  Dasineura strobilina ingår i släktet Dasineura och familjen gallmyggor. Inga underarter finns listade i Catalogue of Life.